# Tetraplasandra waimeae
Tetraplasandra waimeae là một loài thực vật có hoa trong Họ Cuồng cuồng. Loài này được Wawra miêu tả khoa học đầu tiên năm 1873.